# Papucscsőrű madár
A papucscsőrű madár vagy papucscsőrű gólya (Balaeniceps rex) a madarak (Aves) osztályának gödényalakúak (Pelecaniformes) rendjébe, ezen belül a papucscsőrűmadár-félék (Balaenicipitidae) családjába tartozó Balaeniceps madárnem egyetlen faja.
A családján belül az egyetlen ma is élő faj. Egyes ornitológusok szerint a papucscsőrűmadár-félék családja monotipikus, azaz kizárólag a névadó papucscsőrű madár tartozik ide.

## Rendszertani besorolása
2014-ben Jarvis és társai alaktani és DNS-vizsgálatokat végeztek a mai madarak körében; eredményeiket a „Whole-genome analyses resolve early branches in the tree of life of modern birds” (A genom teljes vizsgálata meghatározza a modern madarak családfájának a korai ágait) című írásban közölték. Ennek a nagyléptékű kutatásnak a hatására az Ornitológusok Nemzetközi Kongresszusának (International Ornithological Congress) jóváhagyásával ezt a madárfajt a családjával együtt kivették a gólyaalakúak (Ciconiiformes) rendjéből, és áthelyezték a gödényalakúak (Pelecaniformes) rendjébe.

## Előfordulása
Kizárólag Afrikában őshonos, a füves mocsarak, papiruszsás-mocsarak lakója. A Felső-Nílus, a Kongó és Zimbabwe az elterjedési területe. Egyiptomban is élt, de a mocsarak megritkulásával kiszorult az országból. Újabban Botswanában is előfordul. A faj állománya egész Afrikában mindössze 1500 egyedből áll.

## Megjelenése
A papucscsőrű madár testhossza 120 centiméter, szárnyfesztávolsága legfeljebb 2 méter, magassága körülbelül 115 centiméter. Mindkét nemnek galambszürke a tollazata. Fején vastag tollbóbita látható, ha a madár izgatott, ezt felborzolja. Kampós végű, hatalmas csőre sajátos külsőt kölcsönöz neki. Hosszú lábával jól gázol a vízben; gyakran egy lábon állva türelmesen vár a zsákmányára.

## Életmódja
Magányosan, esetleg párban él. Meglehetősen ritka madár. Csak akkor gyűlik össze több egyed, ha táplálékhiány van. Rejtett életmódot él. Alkonyatkor vagy éjjel vadászik, a tenyészpár mindkét tagja a területük ellentétes oldalán táplálkozik.
Erőteljes csőrével ragadja meg zsákmányát, amely főleg kisebb állatokból áll. Elsősorban a halakkal táplálkozik, ami lehet tüdőshal, sokúszóscsuka, harcsa vagy bölcsőszájú hal. Fogyaszthat még kisebb madarakat, kígyókat, békákat, gyíkokat, teknősöket, fiatal krokodilokat, puhatestűeket és elhullott állati tetemeket. Kétféle vadásztaktikája létezik: az egyik, hogy mozdulatlanul áll és megvárja az alkalmas pillanatot, a másik pedig a lassú gázolás. Lehetőleg olyan helyet választ a táplálékszerzésre, ahol sekély a víz és magas a növényzet, melynek révén el tud rejtőzni, hogy észrevétlen legyen a potenciális zsákmány számára. Amikor zsákmányt észlel, akkor a madár lemerevedik és előrenyújtott nyaka és feje tartja meg az egyensúlyát. Amikor elkapja a zsákmányt, akkor véletlenül egy kevéske növény is a csőrébe kerül. A növényzet eltávolítása érdekében a papucscsőrű madár egyik oldalról a másikra forgatja a fejét, miközben megtartják a zsákmányt. Táplálkozás előtt a zsákmányt általában lefejezi.
A felnőtt madárnak nincs sok ragadozója. A tojásokat és a fiókákat elkaphatják a madárfészkeket kifosztó ragadozók, de a szülők agresszíven védik fészekaljukat és olyan helyeken fészkel, ami sok ragadozó számára hozzáférhetetlen.
Repülés közben a nyakát behúzza. Szelíd az emberrel szemben. A papucscsőrű madarat tanulmányozó kutatóknak sikerült 6 méteres körzetbe kerülniük a fészkén lévő egyedtől. Az emberre nem jelent fenyegetést, csak visszanéz rá. Kelepelése a gólyákra emlékeztet, noha a pelikánokkal áll közelebbi rokonságban.

## Szaporodása
A költési időszak az élőhelytől függően különböző. Párzási rendszere a monogámia. Nem költ kolóniában, a tenyészpár költőterülete 3 négyzetkilométer. Területüket hevesen védik a ragadozóktól és a vetélytársaktól.
Magas, fűvel bélelt fészket rak, melynek átmérője 1 méter. Fészekalja 4 kékesfehér tojásból áll. A kotlás körülbelül 30 napig tart. Éjszaka csak a tojó, nappal a két szülő felváltva kotlik. Fiókái kezdetben pelyhesek. A ragadozók támadásai és az erőforrások eloszlása miatt általában csak egy fióka marad életben. Mindkét szülő kiveszi részét a fiókák táplálásába, naponta legalább 1-3 alkalommal adnak nekik enni, de amikor a fiókájuk nagyobb lesz, napi 5-6-ra nő az etetések száma. 4 hónapos korukban válnak önállókká.
A vadonban 36 évig is élhet.

## Képek

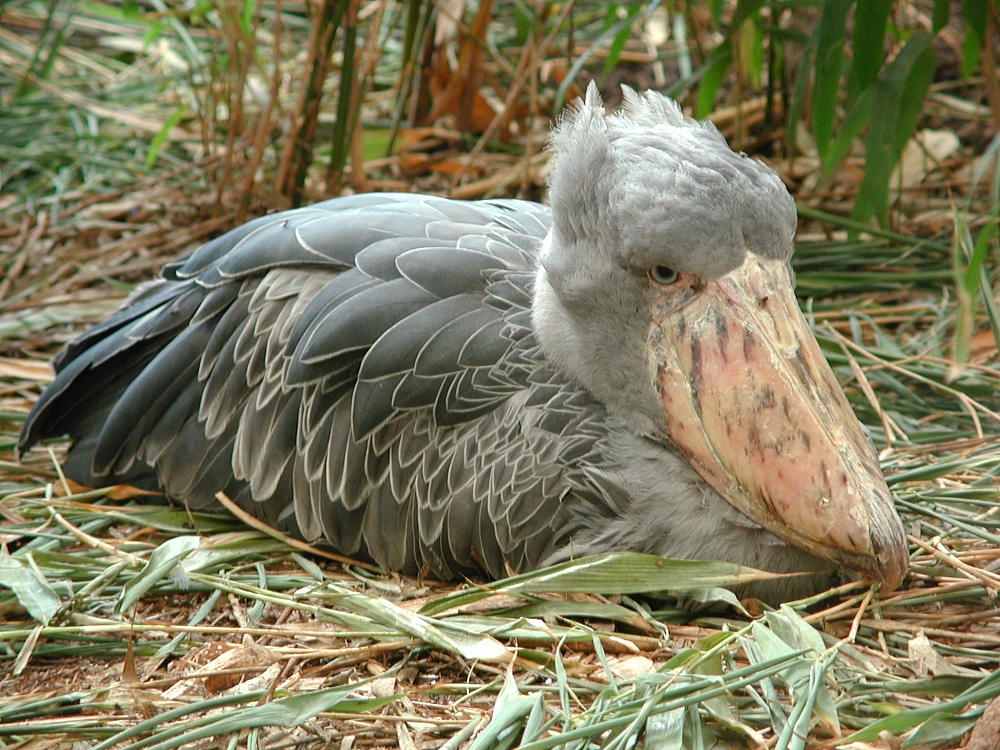
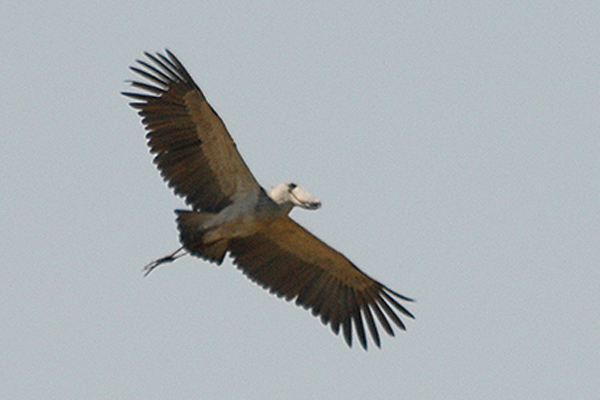
Röpképe
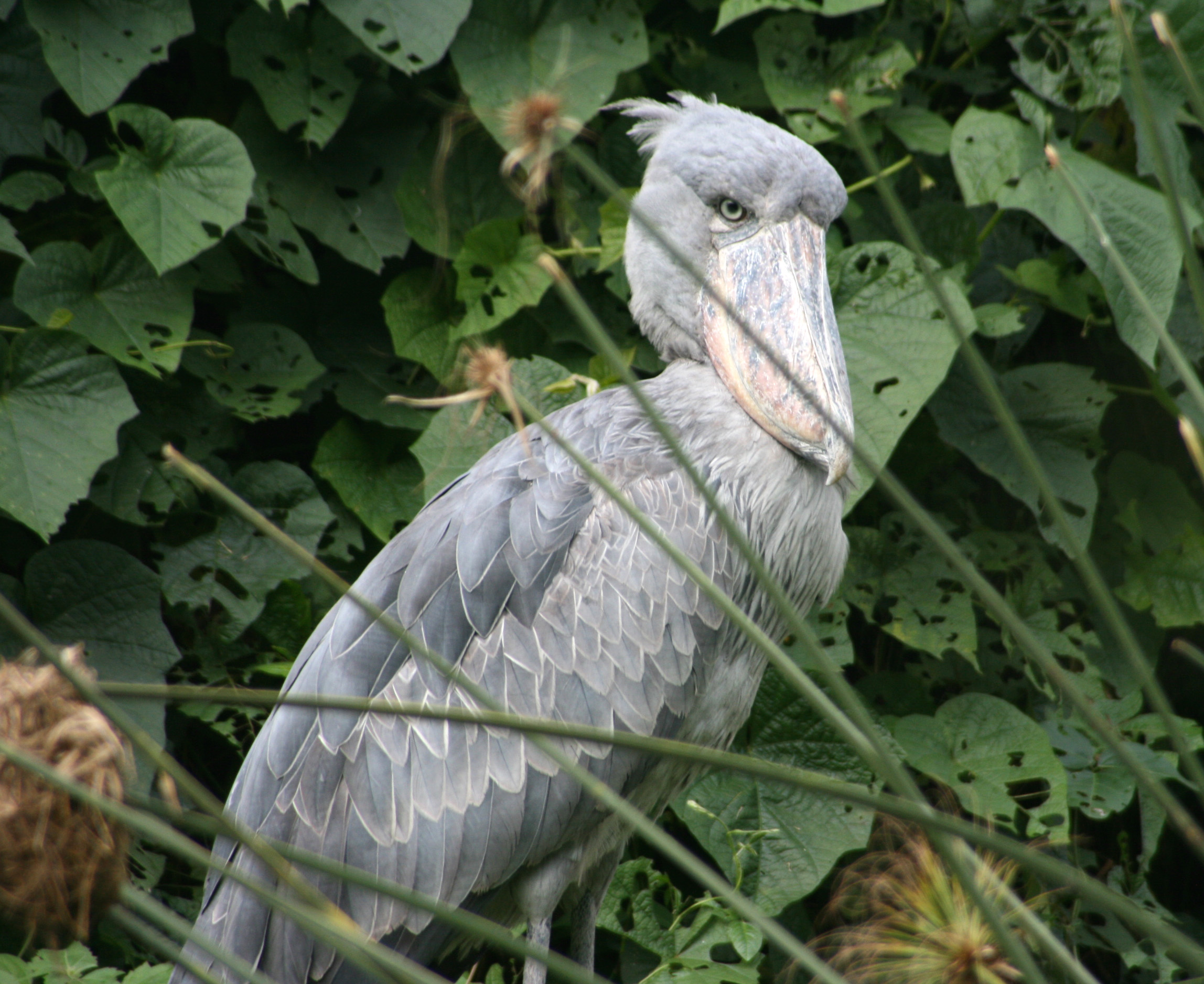
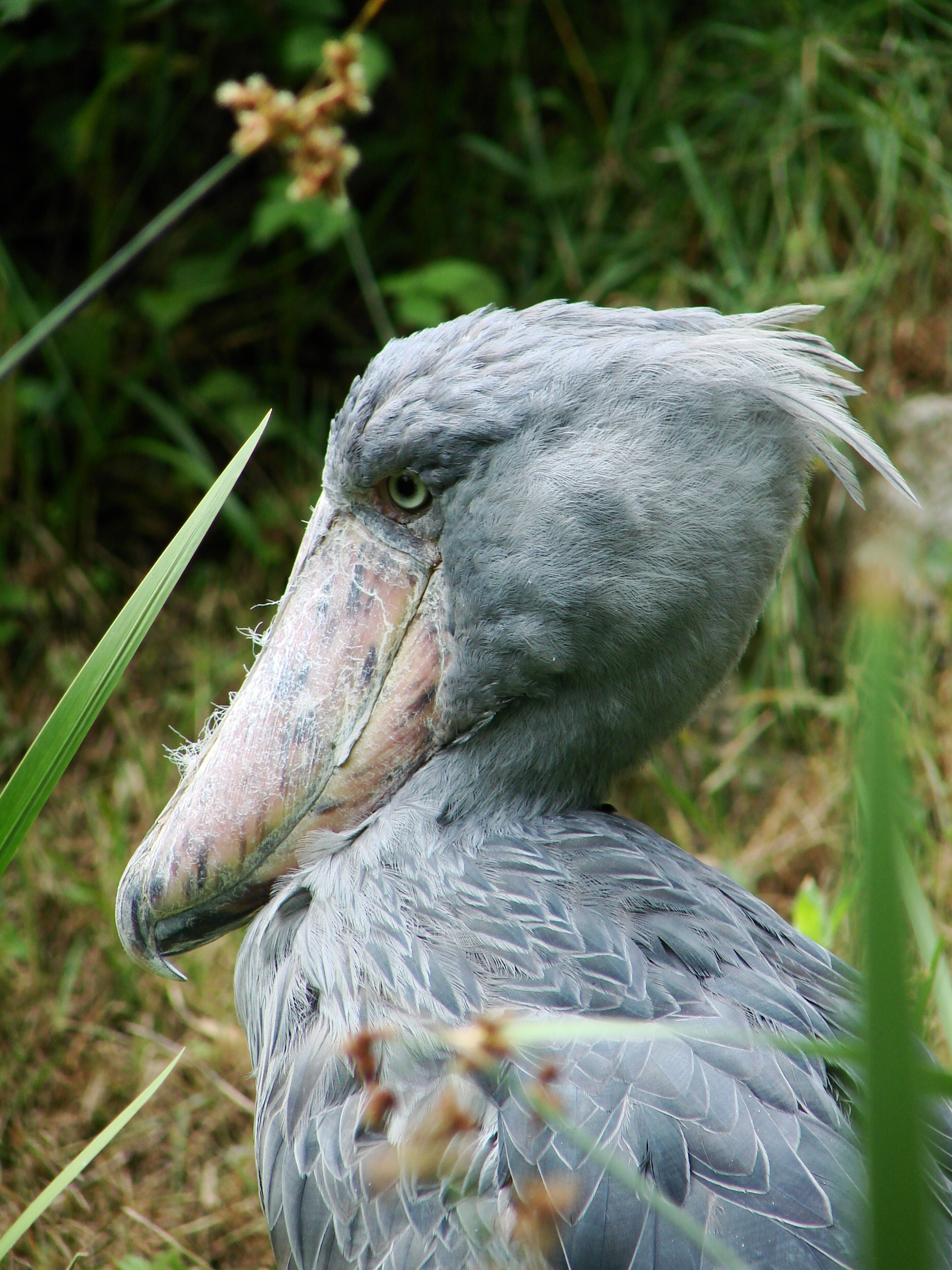
Portré
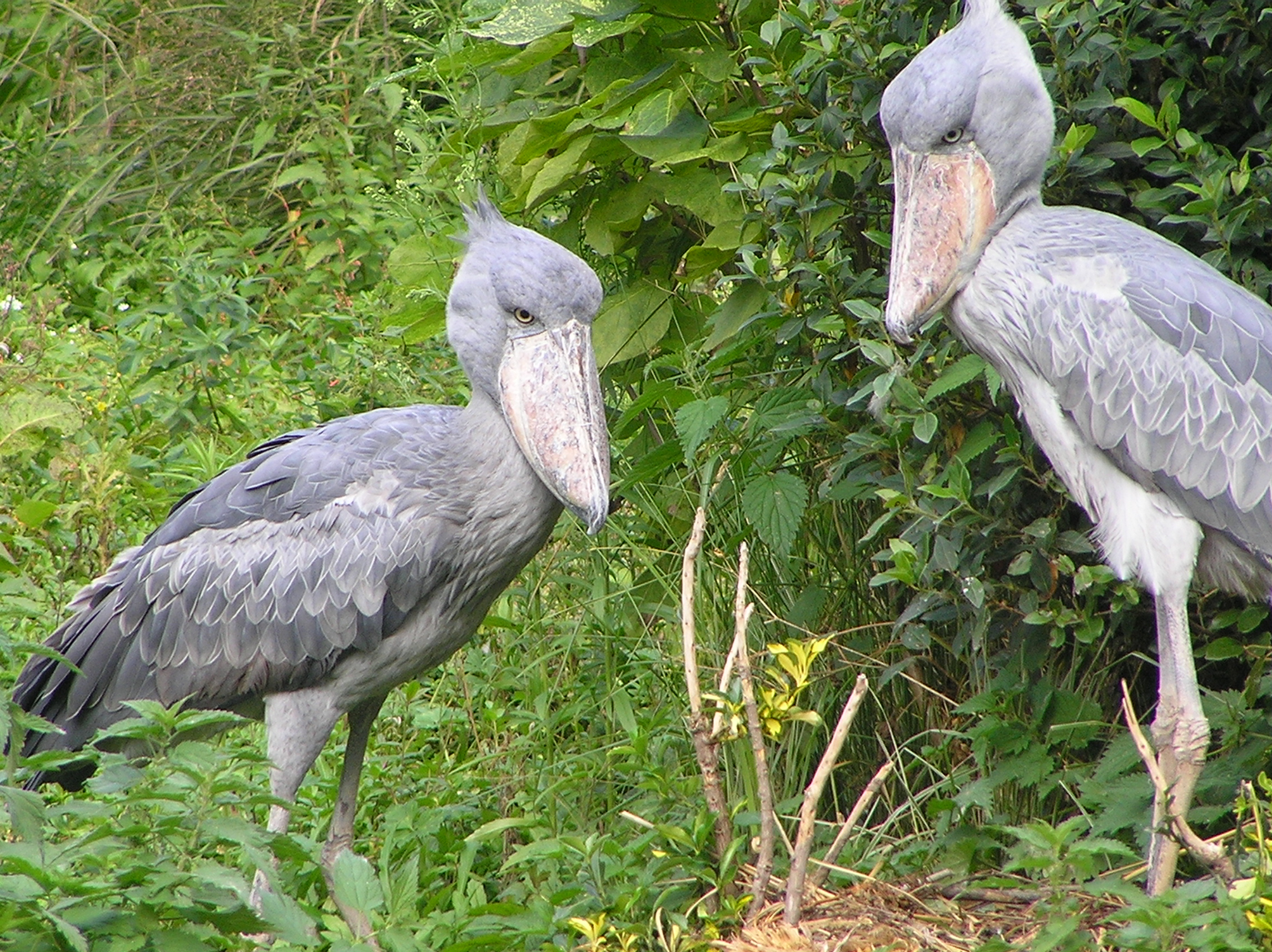
Pár a fészeknél
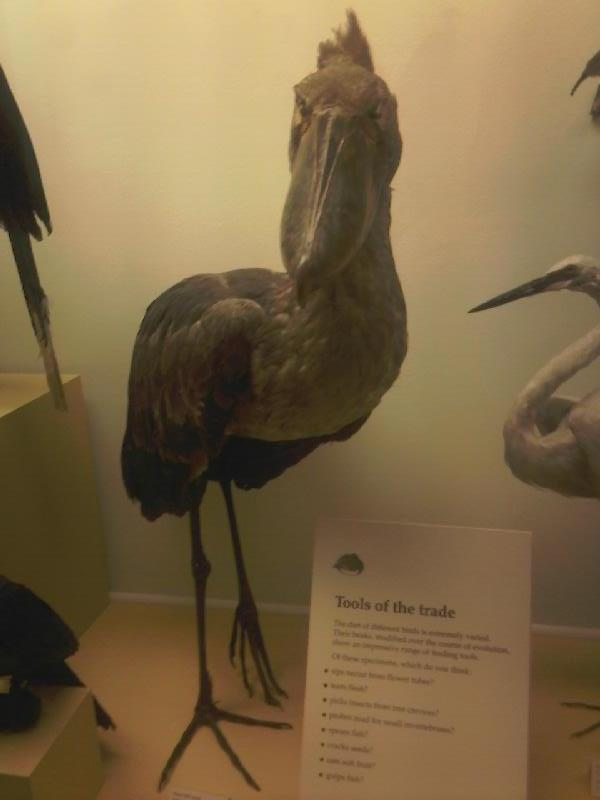
Kitömött papucscsőrű madár a londoni Természettudományi Múzeumban